# Lemooria
Lemooria é um género botânico pertencente à família Asteraceae.
A autoridade científica do género é P.S. Short, tendo sido publicado em Muelleria 7(1): 112. 1989.

## Espécies
Segundo a base de dados The Plant List, o género tem 4 espécies descritas das quais apenas 1 é aceite:
- Lemooria burkittii (Benth.) P.S.Short